# Přesun břemene

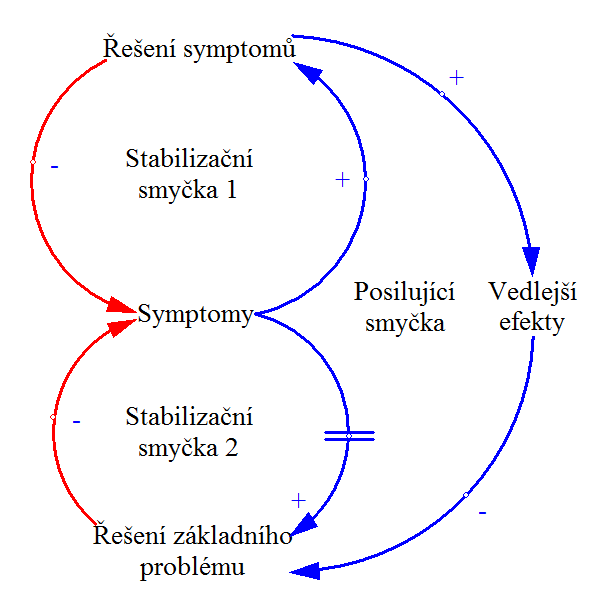
Obecný diagram archetypu přesun břemene

Přesun břemene je příkladem jednoho z archetypů systémové dynamiky. Systémové archetypy jsou určité definované struktury dynamických smyček, které se opakovaně vyskytují v dynamických systémech z různých oblastí lidského konání. Archetyp přesun břemene v zásadě představuje napětí mezi jednodušším a levnějším řešením příznaků problému a zaměřením se na fundamentální řešení mnohdy skrytého základního problému. Řešení symptomů bývá často jednodušší a účinnější v kratší době, nicméně skrytý hlavní problém zůstává nevyřešen. Zaměření se pouze na odstraňování symptomů může v pozadí stojící problém dokonce zhoršit.

## Teoretický popis

### Základní struktura
Základní struktura tohoto archetypu se skládá ze dvou stabilizačních a jedné posilující smyčky. Obě stabilizační smyčky jako celek působí zároveň jako jedna posilující. Celá struktura se pohybuje jako posilující smyčka. Jedna smyčka symbolizuje symptomatická řešení (rychlá a levná), druhá smyčka představuje fundamentální řešení, které má ovšem časovou prodlevu a je náročnější na realizaci. Další částí tohoto archetypu je posilující smyčka, kterou negativně působí nežádoucí efekty symptomatických řešení na fundamentální řešení. Tento efekt dále ztěžuje provedení fundamentálního řešení. 

### Dynamická teorie
Z pohledu teorie dynamických systémů tento archetyp určuje dvě možnosti řešení problému. Buď zaměřením se na vyřešení projevů problému, nebo vyřešením základního problému. Zároveň ukazuje, že použitím prvního přístupu zmizí projevy problému a tím omezí potřebu řešit jádro problému.

### Podrobný popis funkce
Na diagramu výše je znázorněn celý systém obecně. Dvěma základními částmi jsou horní a spodní stabilizační smyčky, dále pak posilující smyčka působící z horní stabilizační smyčky směrem ke spodní. Horní smyčka představuje jednoduchá a rychlá řešení, která se zaměřují pouze na symptomy. Zvýšení projevů aktivuje nutnost řešit symptomy. V případě zvolení postupu řešení symptomů jsou tyto projevy zmírněny, zároveň ale mohou nastat nastat vedlejší efekty, které negativně ovlivňují a ztěžují možnosti skutečného řešení základního problému. Spodní stabilizační smyčka představuje náročnější možnost ovlivnění příznaků daného problému a to zaměřením se na samotnou podstatu problému. Skutečné řešení problému zmírňuje symptomy stejně jako horní smyčka, nicméně výsledky jsou patrné až se zpožděním. 

## Chování archetypu v praxi
Archetyp přesunu břemene je běžně se vyskytující systém v lidském životě i v životě organizace. Jedná se o situace, kdy jsou zjevné vnější příznaky problému, které vyžadují neprodlené řešení. Základní problém, který příznaky způsobuje, je ale skrytý. Pro osobu řešitele nastává zásadní rozpor, zda vyřešit přímé následky, nebo "jít do hloubky" a zabývat se samotným problémem. Pouhé řešení symptomů je jednodušší a rychlejší způsob, který se v krátkodobém měřítku zdá být lepší volbou. V organizaci, kde často hraje hlavní roli cena a rychlost řešení problému, může být opakovaně volen tento jednodušší způsob. Opakovanou volbou těchto rychlých a levných řešení mohou vznikat podružné problémy a jádro problému se může zhoršovat. Může se jednat například o navyšovaní celkového zadlužování firmy dalšími půjčkami, namísto zaměření se na snížení výdajů a umoření stávajícího dluhu. Pro vedoucího pracovníka je obtížné zaměřit pozornost na jádro problému a ne pouze na akutní projevy, které vyžadují rychlé řešení. Správné řešení tohoto archetypu vyžaduje trpělivost, kvůli prodlevě pozitivní zpětné vazby při řešení jádra problému. Dalšími nutnými vlastnostmi jsou velká představivost a schopnost hledět do budoucnosti. Řešitel musí odolat tlaku vyléčit symptomy a posunout se k řešení jiných věcí. Problém totiž zůstane nevyřešený a dřív, nebo později se symptomy vrátí a mohou být ještě obtížněji řešitelné. Pokud je pozornost zaměřena pouze na projevy a dlouhodobě je opomíjeno jádro problému, může archetyp přesunu břemene vést ke vzoru chování, kdy je opakovaně používáno známé řešení symptomů. V dlouhodobém měřítku je tento způsob neefektivní a může být i finančně nákladnější.

## Možnosti řešení
Je nutné se zaměřit na řešení jádra problému a, pokud je to nutné, používat řešení symptomů pouze pro získání času k řešení jádra problému. Na celý problém je nutné se dívat z více úhlů pohledu pro identifikaci symptomatických problémů a základních problémů. Použitím archetypu prozkoumat potenciální vedlejší efekty.
Braun navrhuje sedm kroků k vyřešení problému: 
- Identifikovat původní problém
- Zmapovat rychlá řešení, která jsou používána k vyřešení objevujících se symptomů
- Identifikovat dopad symptomatických řešení na jiné části systému (potenciální negativní dopad)
- Identifikovat fundamentální řešení a vytvořit více pohledů.
- Zmapovat vedlejší účinky používaných rychlých řešení, které mohou ohrozit účinnost fundamentálního řešení
- Najít propojení fundamentálních smyček. Prozkoumat, zda se efekty rychlých řešení nemohou negativně ovlivňovat se zamýšlených fundamentálním řešením.
- Identifikovat činnosti, které mají velký negativní i pozitivní vliv na systém.

## Příklady archetypu přesun břemene
Archetyppřesunu břemene je běžná v životě se vyskytující struktura. Mnohdy je ale těžké ji správně identifikovat a jádro problému zůstává skryto. Opakovaně jsou řešeny pouze symptomy, které se stávají běžnou součástí života. Následující příklady ukazují běžně se vyskytující systémy přesunu břemene u kterých je základní problém často opomíjen a opakovaným řešením příznaků se na něj zapomíná.

### Bolest hlavy
Pokud jsou obtíže při bolesti hlavy řešeny požitím prášků proti bolesti a bolest hlavy následně odezní. Jsou vyřešeny symptomy a člověk nemá potřebu se zabývat důvody této bolesti v první řadě. Při navrácení bolesti hlavy v budoucnosti člověk již zná řešení a bez přemýšlení jej aplikuje znovu, protože v minulosti bylo účinné. Během času se tato smyčka stane součástí života a braní prášků proti bolesti bude pravidelným řešením, aniž by člověk pátral po skutečných příčinách obtíží. Díky tomuto počínání pravděpodobně začnou vznikat vedlejší následky jako snížení účinnosti léků proti bolesti a začnou se projevovat vedlejší účinky léků jako takové. Především však nebude vyřešeno jádro problému, které se může kvůli tomu zhoršovat. Pro skutečné vyřešení obtíží by bylo potřeba více úsilí a trvalo by delší dobu. Nalezení fundamentálního řešení by pravděpodobně znamenalo změnu životního stylu či spánkových návyků. Významnou roli by zde hrála časová prodleva mezi těmito opatřeními a dostaveným se účinkem.

### Přepracovanost
Pracovník může dobrovolně či nedobrovolně přebírat práci po kolezích, kteří organizaci z různých důvodů opouštějí. Aby práce nezůstala nedodělaná, pracovník ji bez stížností dodělá za ně. Další variantou může být nekompetence či neznalost jiných kolegů, kteří nejsou schopni práci dokončit. Namísto vysvětlení, jak práci dokončit, ji pracovník dokončí za ně a vytvoří tak vzor chování, které se bude příště opakovat. Důsledkem tohoto chování pracovník nakonec dělá práci, která byla dříve odváděna několika různými lidmi. Management bude s touto situací pravděpodobně spokojen, protože množství vykonávané práce je stále stejně. Nemusí se tedy najímat náhrada za pracovníky, kteří odešli, a pracovníci, kteří přesunuli práci na svého kolegu, mohou dělat více jiné práce, na kterou znalosti mají. Pracovník si ani nemusí uvědomovat, že svým chování vytváří ukázkový příklad archetypu přesun břemene. Pracovník není schopen poukázat na přepracovanost a špatné nastavení systému, což je fundamentálním problémem. Namísto toho bez odporu přijímá další práci, čímž pouze oddaluje stávající problém a naopak ho ještě zhoršuje. Ostatní kolegové si na tento systém zvyknou a mohou na pracovníka přesouvat stále více práce. Systém by tímto způsobem mohl pokračovat pouze do doby, než by pracovník zkolaboval. Pokud by si pracovník uvědomil, že je obětí archetypu přesunu břemene, mohl by identifikovat fundamentální problém a vyřešit tím celý systém.

### Provozní problémy
Oddělení ve společnosti, které provozuje určitý produkční systém (může se jednat například o počítačový informační systém, nebo výrobní linku), pravidelně naráží na provozní problémy spojené s určitými měnícími se podmínkami (neodladěná komponenta nebo měnící se požadavky). Řešením bývá zaměřit se pouze na rychlé odstranění akutních problémů, aby byl výpadek co nejkratší a provoz mohl pokračovat dále. Odborníci, kteří systému rozumí, jej spraví a opustí. Symptomy jsou vyřešeny a na problém je zapomenuto do té doby, než se objeví znovu. Fundamentální problém, který je za těmito příznaky, zůstává nevyřešen. Lidé, kteří systém provozují, mu nemusí rozumět natolik, aby dokázali identifikovat skutečný problém. Případně jim může chybět motivace k řešení jádra problému. Zástupný problém se stává pravidelnou součástí provozu a celý systém zůstává neefektivní.

### Půjčování peněz

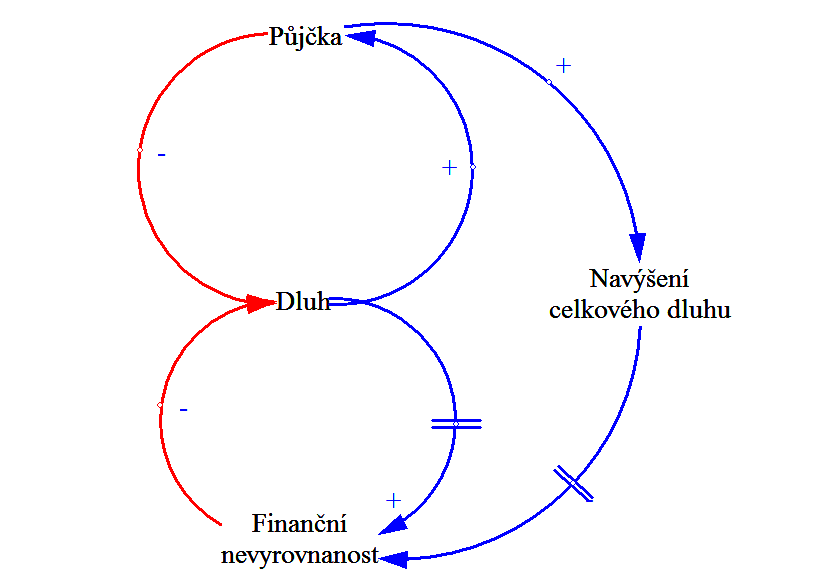
Archetyp přesun břemene - Nevyrovnanost příjmů a výdajů

Jedná se o klasický příklad archetypu přesun břemene, který se objevuje jak ve firemním prostředí, tak v osobním životě. Fundamentálním problémem je zde nevyrovnanost příjmů a výdajů a základním symptomem je nedostatek peněz. Symptomatickým řešením v této situaci je získání nových finančních prostředků (půjčka, kreditní karta, vydání dluhopisů). Toto řešení krátkodobě vyřeší symptom v podobě nedostatku peněz. Zároveň ale vytváří negativní vedlejší efekt, který s časovou prodlevou přímo působí na fundamentální problém nevyrovnanosti příjmů a výdajů. Efekt se v systému propaguje a dochází k navýšení dluhu - hlavního symptomu systému. Struktura se dostává do známé posilující se spirály.

### Humanitární pomoc
Základním problémem je zde nedostatek potravin v dané zemi. Dodávky potravin humanitárními organizacemi ze zahraničí pouze krátkodobě vyřeší akutní symptom - hlad. Symptomatické řešení v tomto případě má smysl a zachrání hladovějící, nicméně základní problém nedostatku potravin se nevyřeší. 

### Závislost na alkoholu

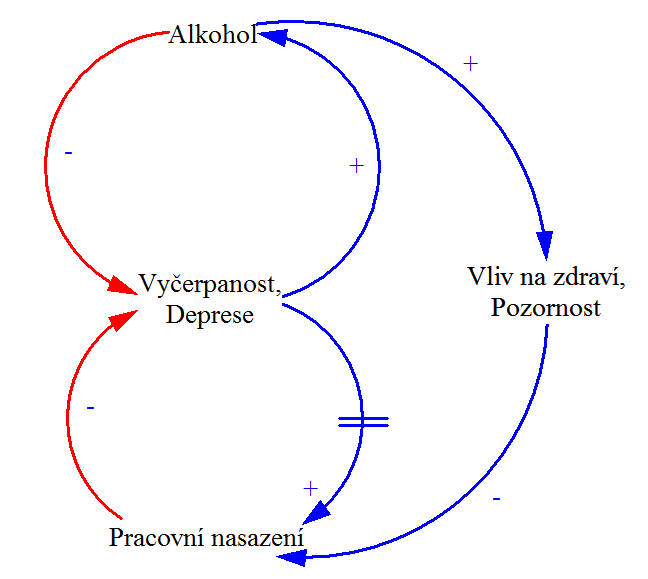
Archetyp přesun břemene - Závislost na alkoholu

Hlavním symptomem v tomto případě může být stres nebo deprese. Lidé tyto symptomy mohou řešit alkoholem, který jim krátkodobě může pomoci zapomenout na hlavní problémy, které tyto stavy způsobují. Řešení je to ale pouze krátkodobé a po vystřízlivění se symptomy dostavují znovu a častěji. Alkohol má navíc postranní efekty jako jeho negativní vliv na zdraví, případně ovlivnění pozornosti. Tyto postranní efekty působí na smyčku fundamentálního problému a postupem času ho zhoršují. Zhoršováním základního problému jsou výraznější i příznaky a nejjednodušším řešením je zvýšení dávek alkoholu. Na tomto příkladu je jasně patrné skryté nebezpečí tohoto archetypu. V případě aplikace pouze symptomatických řešení a opomíjení fundamentálního řešení se systém dostává do zrychlující se spirály. Pokud jsou navíc negativní vedlejší příznaky symptomatického řešení silné, nabírá spirála na rychlosti velice rychle. Tato zpětná vazba v podobě vedlejších příznaků je velice nepříjemná, protože posiluje závislost na symptomatických řešeních. Při opomíjení hlavního problému se systém může dostat do stavu, kdy je závislost na symptomatickém řešení natolik vysoká, že je prakticky nemožné se ze smyčky dostat i v případě snahy o vyřešení fundamentálního problému.

### Prodej produktu
Zaměření se na zvýšení prodeje současným zákazníkům namísto rozšiřování zákaznické základny.